# Liskovica
Liskovica (szerbül: Лисковица) falu Bosznia-Hercegovinában, Bosanska krajina területén, a Szerb Köztársaságban, Mrkonjić Grad községben.

## Fekvése
Bosznia-Hercegovina közép-nyugati részén, Banja Lukától légvonalban 37, közúton 53 km-re délre, községközpontjától légvonalban 9 km-re, közúton 11 km-re északkeletre, az Orbász (Vrbas) bal partján, 628 méter magasságban található. A falutól északra található az Orbász szurdoka.

## Népessége
| Nemzetiségi csoport | Népesség 1991 | Népesség 2013 |
| ------------------- | ------------- | ------------- |
| Szerb               | 132           | 14            |
| Bosnyák             | 1             | 0             |
| Horvát              | 921           | 11            |
| Jugoszláv           | 10            | 0             |
| Egyéb               | 3             | 0             |
| Összesen            | 1067          | 25            |

## Története
A település középkori népességéről az itt levő középkori temető 30 fennmaradt késő középkori sírköve tanúskodik. Ezek a sírkövek a kereszténység főáramlatának behódolni nem akaró, eredetileg Boszniában élő bogumilok díszesen faragott középkori sírkövei voltak. A legrégebbi ilyen sírkövek a 12. század második feléből származnak, de csak a 14-15. században terjedtek el Bosznia-Hercegovina, Szerbia, Horvátország és Montenegró területén.
A Banja Luka és Mrkonjić Grad közötti hegyvidék a középkori zemljaniki plébániához tartozott. Ez Zmijanjének nevezett vidék a Jajcától északra fekvő Orbász völgye várainak elesésével 1527-1528-ban került oszmán uralom alá. Az oszmán uralom első éveiben a Zmijanje náhije magába foglalta az Orbász (Vrbas) és a Szana folyók közötti teljes területet, valamint délen a Mrkonjić Grad feletti Kozare, Dimitor és Lisina hegyeket. Kicsit később a Trijebovói náhije, mely Mrkonjić Grad környékén feküdt, levált róla.
A település 1878-ig tartozott az Oszmán Birodalomhoz, majd az Osztrák-Magyar Monarchia része lett. 1879-ben az első osztrák-magyar népszámlálás során Vlasinje község részeként Liskovica Dolnja falunak 49 háza, 43 ortodox és 307 katolikus lakosa, Liskovica Gornjának 45 háza, 4 ortodox és 400 katolikus lakosa volt. 1910-ben Vlašinje község részeként Donja Liskovicán 60 házat, 78 ortodox szerb és 278 katolikus horvát lakost, Gornja Liskovicán 66 házat, 4 ortodox szerb, és 478 katolikus horvát, valamint 1 muszlim lakost  számláltak. A monarchia szétesésével 1918-ben előbb a Szerb-Horvát-Szlovén Királyság, majd 1929-től a Jugoszláv Királyság része. 1921-ben Liskovicán 202 házat és 615 lakost számláltak. Jugoszlávia megszállása után a falu a Független Horvát Állam (NDH) része lett. 1942-ben felgyújtották a falut elfoglaló partizánok. 1945-től a szocialista Jugoszlávia része volt.
A településen az 1991-es népszámlálás adatai szerint 1067-en éltek, a lakosság 86%-a katolikus horvát volt. 1992-ben a falu teljesen leégett, lerombolták, amiért senkit sem vontak felelősségre. A település 1995 szeptemberéig a boszniai szerb katonai egységek ellenőrzése alatt állt. A Déli Mozdulat hadművelet során ekkor foglalták vissza a Horvát Köztársaság hadseregének egységei.
A boszniai háborút lezáró daytoni békeszerződés rendelkezése alapján az ország területét felosztották a Bosznia-hercegovinai Föderáció és a boszniai Szerb Köztársaság között, ennek során a település a Boszniai Szerb Köztársasághoz és Mrkonjić Grad községhez került. A száműzött és lakóhelyüket elhagyni kényszerült horvátok azt szeretnék, hogy Liskovica a jajcai önkormányzatához csatlakozzon, ahogy az a daytoni megállapodás aláírásakor a szomszédos Vlasinjével történt, ahol ma is bosnyákok élnek. 2018-ig Donja és Gornja Liskovica falvakban, részben a Horvát Köztársaság kormányának adományából, részben saját forrásból mintegy 50 otthon újult meg.

## Nevezetességei
- A liskovicai római katolikus plébánia 1880-ban jött létre a Varcar Vakuf-i (ma Mrkonjić Grad) plébániából való kiválásával. 1884-ben kapta meg a plébánia rangot. A Szent Illés plébániatemplom 1897-ben épült, de a második világháborúban, 1942-ben légett. Csak 1958-ban építtette újjá Vinko Šolaja plébános. Ez volt a Banja Luka-i egyházmegye háború utáni első újjáépített temploma. 1992-ben a falut megszálló szerb szélsőségesek felgyújtották és teljesen lerombolták. A plébániaház is 1958-ban épült, az újat pedig 20 évvel később építettek. 1992-ben ez is leégett, aminek következtében a plébániai anyakönyvek is megsemmisültek.[12] Az újjáépített templomot 2018. július 21-én szentelte fel Franjo Komarica Banja Luka-i római katolikus püspök.[11]

- Marina Njiva – középkori temető, 30 db fennmaradt stećak sírkővel.[4] A fiatal tölgyfákkal benőtt területen a központi műemlék egy oromzatos formájú stećak (ritka ezeken a részeken), építészetileg nagyon szabályos. Valódi magasságát nem lehet tudni, mert humuszban van eltemetve, és belesüllyedt a puha talajba. Hossza 190 cm, legszélesebb tartománya 90 cm (lefelé szűkül). Építészeti jellegzetessége és méretei miatt a sírkő fokozott figyelmet és konzerválást érdemel.[13]